# Льюингтон, Дин
Дин Скотт Льюингтон (англ. Dean Scott Lewington; 18 мая 1984, Кингстон-апон-Темс, Англия) — английский футболист, левый и центральный защитник и капитан, а также исполняющий обязанности главного тренера клуба «Милтон-Кинс Донс».
Льюингтон является самым долгоиграющим игроком в истории «МК Донс» и, с 26 декабря 2023 года, является рекордсменом по количеству проведенных матчей за один клуб в истории английского футбола. В этот день защитник провёл свой 771-й матч за клуб в лиге против «Колчестер Юнайтед», превзойдя Джона Троллопа, которому принадлежал предыдущий рекорд в 770 матчей за «Суиндон Таун».

## Клубная карьера

### «Уимблдон»
Воспитанник академии «Уимблдона». За клуб дебютировал 5 апреля 2003 года в матче Первого дивизиона против «Шеффилд Уэнсдей», проходившем на стадионе «Хиллсборо». Льюингтон вышел на последней минуте матче, заменив Алекса Тэппа. 1 ноября 2003 года в игре с «Брэдфорд Сити», которая проходила на Национальном хоккейном стадионе, впервые вышел в стартовом составе; победа со счётом 2:1 стала первой для него в Милтон-Кинс. Первый и единственный гол за клуб забил 26 декабря в выездном матче против «Рединга». 21 февраля 2004 года в игре с «Ковентри Сити» получил первую в карьере красную карточку. В конце сезона «Уимблдон» вылетел.

### «Милтон-Кинс Донс»
После переезда «Уимблдона» в Милтон-Кинс, в 2004 году в новосозданной Лиге 1 был образован клуб «Милтон-Кинс Донс». За новую команду Льюингтон дебютировал 7 августа 2004 года в домашнем матче против «Барнсли», выйдя в стартовом составе. Первый гол забил 28 сентября в гостевой игре с «Брентфордом». В 2005 году Льюингтон чуть не был обменян в «Хаддерсфилд Таун» на Павла Эбботта, однако последний предпочёл остаться в Хаддерсфилде.
В августе 2008 года, после ухода Кита Эндрюса в «Блэкберн Роверс», получил капитанскую повязку. 2 декабря 2012 года участвовал в первом матче между «МК Донс» и «Уимблдоном», широко освещавшемся в прессе. Матч против «Бери» 12 января 2013 стал для игрока 400-м в лиге за клуб.
Выездная игра с «Ротерем Юнайтед» 26 апреля 2014 года стала для футболиста 500-й в лиге за клуб. Чтобы отпраздновать это достижение, болельщики клуба собрались на последнюю домашнюю игру сезона с «Лейтон Ориент» и надели как можно больше оранжевой одежды (под цвет волос Льюингтона). Эта акция получила название Orange4Lewie и получила некоторую огласку в Twitter, Facebook и других социальных сетях. 20 мая 2014 года было объявлено об организации выставочного матча против «Ноттингем Форест» в честь десятилетнего пребывания защитника в клубе. Игра была проведена 27 июля на «Стэдиум МК»; её посетили 4121 человек, из которых 1286 были из Ноттингема.
3 мая 2015 года в домашнем матче последнего тура против «Йовил Таун» оформил 2+2 по системе гол+пас, благодаря чему команда получила три очка и впервые в своей истории получила повышение в Чемпионшип, однако уже в следующем сезоне команда вылетела. В период с января по май 2018 года Льюингтон временно исполнял должность играющего тренера под руководством менеджера Дэна Маккайча. В январе 2019 года провёл свои 600-й матч в лиге и 700-й матч во всех соревнованиях за клуб в играх с «Кру Александра» и «Гримсби Таун» соответственно.
В июле 2020 года Льюингтон в очередной раз продлил контракт, став игроком с самым продолжительным выступлением за один клуб в Футбольной лиге. 18 марта 2021 года, накануне его 800-й игры за клуб, его контракт снова был продлён, на 18-й сезон за клуб. 29 апреля 800-й матч Льюингтона за клуб был признан моментом сезона в Футбольной лиге. Кроме того, 7 мая он был признан игроком года «МК Донс».
3 августа 2021 года, всего за четыре дня до начала сезона 2021/22, клуб объявил, что Льюингтон займет пост исполняющего обязанности менеджера после ухода Расселла Мартина. 11 сентября провёл свой 700-й матч в лиге за клуб, одержав с командой победу над «Портсмутом». 3 мая 2022 года подписал новый контракт до 2023 года, начав свой 19-й сезон в клубе.
26 декабря 2023 года Дин Льюингтон провёл 771-й матч за клуб в Футбольной лиге, установив рекорд в английском футболе по количеству проведенных матчей за один клуб и превзойдя результат Джона Троллопа в 770-й матчей за «Суиндон Таун», который держался с 1981 года.

## Личная жизнь
Дин Льюингтон — сын бывшего футболиста, ныне тренера Рэя Льюингтона, а также кузен действующего футболиста Люка Эйлинга. У игрока есть две дочери: Уиллоу, родившаяся летом 2017 года, и Лотти, родившаяся 29 февраля 2020 года.

## Достижения

### Командные
«Милтон-Кинс Донс»
- Обладатель Трофея Футбольной лиги: 2007/08
- Победитель Лиги 2: 2007/08

### Индивидуальные
- Рекорд по количеству проведенных матчей за один клуб в истории английского футбола[27]
- Команда года по версии ПФА: 2007/08[32], 2008/09[33]
- Игрок десятилетия «Милтон-Кинс Донс»[34]
- Игрок сезона «Милтон-Кинс Донс»: 2020/21[23]
- Момент сезона Футбольной лиги: 2021[35]
- Игрок месяца Лиги 1: ноябрь 2008[36]